# Teresa Fernández-Miranda
Teresa Fernández-Miranda Azcoaga (San Sebastián, 24 de junio de 1994) es una deportista española que compite en ciclismo en la modalidad de BMX estilo libre, especialista en la prueba de parque. Ganó una medalla de bronce en el Campeonato Europeo de Ciclismo BMX Estilo Libre de 2021.

## Palmarés internacional
| Campeonato Europeo | Campeonato Europeo | Campeonato Europeo | Campeonato Europeo |
| Año                | Lugar              | Medalla            | Competición        |
| ------------------ | ------------------ | ------------------ | ------------------ |
| 2021               | Moscú (Rusia)      | Medalla de bronce  | Parque             |